# یواس‌اس هیپوکمپس (اس‌پی-۶۵۴)
یواس‌اس هیپوکمپس (اس‌پی-۶۵۴) (به انگلیسی: USS Hippocampus (SP-654)) یک کشتی بود که طول آن 56-foot بود. این کشتی در سال ۱۹۱۳ ساخته شد.